# Fabrice Midal
Fabrice Midal (París, 29 de septiembre de 1967) es un filósofo francés, escritor de éxito y el fundador de la École occidentale de méditation (Escuela Occidental de Meditación), que ofrece un enfoque laico de la meditación budista.

## Biografía
Nació el 29 de septiembre de 1967 en París. Su padre era representante comercial de prendas fabricadas en Francia y su madre, secretaria. Sus cuatro abuelos eran de origen polaco: "Formaban parte de los judíos de Europa central que llegaron a Francia durante la década de 1930 para huir de los pogromos. Los cuatro tuvieron la suerte de llegar a Suiza durante la guerra y así poder evitar la deportación."
Fue un estudiante más bien malo hasta que llegó al instituto, donde su profesor de filosofía despertó su interés. Más adelante asistiría a las clases de Marcel Conche en la Sorbona. Cursó sus clases de preparación para entrar en las Escuelas normales en el Lycée Pasteur de Neuilly-sur-Seine, donde además asistió como oyente durante varios años a las clases del seguidor de Heidegger, François Fédie. Esto le marcó profundamente y lo considera como una de las mayores aventuras de su existencia.
En 1988 conoció al cognistivista chileno Francisco Varela, quien le introdujo a la meditación. Para Midal este fue el principio de una relación importante: "Durante quince años nos juntábamos una vez a la semana. Fuimos muy cercanos hasta su muerte."
Se interesó por el budismo y estudió a los maestros de la tradición tibetana:  Khandro Rinpoché, Thrangu Rinpoché, Khenpo Tsultrim Gyamtso Rinpoché, Lopon Tenzin Namdak y en especial las enseñanzas y la obra de Chógyan Trungpa.
Defendió en el año 1999, en la Universidad de París 1, su tesis doctoral en Filosofía sobre el significado de lo sagrado en las obras de arte moderno.
Ha estado al mando de las clases de fotografía de la Universidad de París VIII y es el director de la colección Evolución de la editorial Pocket y de la colección Esprit d'Ouverture de la editorial Belfond.
En 2006 fundó la École occidentale de meditation (Escuela Occidental de Meditación) con el objetivo de difundir un "budismo occidental", que sería laico, y en el que se practicaría sobre todo la meditación sin la dimensión religiosa. La sede se encuentra en París y hay sucursales en Bruselas, Ginebra y Montreal. Esta escuela promueve el uso de la "presencia plena" ("pleine présence", que según Midal, sería la traducción apropiada de "mindfulness meditation").
Para la edición francesa de una biografía oral del decimocuarto dalái lama, Fabrice reunió a franceses que le conocían y les preguntó sobre los mismos temas abordados en la versión original de la obra, publicada en inglés.
Es el autor de varias obras sobre la meditación y ha grabado meditaciones guiadas con Audiolib. Entre sus obras podemos encontrar una biografía del maestro Chögyam Trungpa titulada Trunga. Biografía. El nacimiento del budismo occidental y un tratado, Petit traité de la modernité dans l’art (Pequeño tratado sobre la modernidad en el arte). Se ha interesado por los mitos y dioses tibetanos (en su libro Mythes et Dieux tibétains) y por el pensamiento de Martin Heidegger. Ha codirigido un libro en honor a François Fédier, titulado La Fête de la pensée (La fiesta del pensamiento).
Según el periodista Jean-Marie Durand, Midal es "uno de los maestros de la meditación más importantes de Francia". En la misma vena, el periodista Ludovic Perrin le considera como "una de las figuras de referencia de la meditación en Francia" que tiene éxito tanto en la venta de libros como en los seminarios. No obstante, la periodista del periódico satírico Le Canard enchaîné, Anne-Sophie Mercier, le considera un "charlatán del bienestar a la carta" que se aprovecha del nicho de mercado del pensamiento positivo y del desarrollo personal al igual que hacen, según ella, Raphaëlle Giordano y Frédéric Saldman, para quienes la meditación es un "business" muy lucrativo. También afirma que Midal optó por una meditación "sin limitaciones" para hacerse de notar después de que el libro Meditar día a día: 25 lecciones para vivir con mindfulness de Christophe André gozara de tanto éxito. 
Durante el verano de 2019, Midal presentó la crónica de la emisión de radio France Culture 3 minutes de philosophie pour redevenir humain (3 minutos de filosofía para volver a ser humanos).